# Paul Crossley (pianiste)
Pour les articles homonymes, voir Paul Crossley et Crossley.
Paul Crossley, né le 17 mai 1944, est un pianiste anglais.

## Biographie
Né à Dewsbury dans le Yorkshire, Paul Crossley prend ses premières leçons de piano auprès de Fanny Waterman à Leeds. Encore étudiant au Mansfield College d'Oxford, il est remarqué par Olivier Messiaen et son épouse Yvonne Loriod, qui l'invitent à Paris pour étudier auprès d'eux. En 1968, il remporte le second prix (à égalité avec le pianiste japonais Izumi Tateno) lors du festival Messiaen de Royan. Crossley acquiert une solide réputation dans le répertoire de la musique de Messiaen et de compositeurs anglais comme Michael Tippett, Nicholas Maw et George Benjamin. Tippett compose ses 3e et 4e Sonates pour piano à son intention.
Paul Crossley a été directeur artistique du London Sinfonietta de 1988 à 1994.

## Distinctions
- Membre honoraire du Mansfield College (Oxford) (1991)
- Commandant de l'Ordre de l'Empire britannique (1993)

## Discographie
La production de Paul Crossley – environ cinquante disques – comprend les œuvres majeures de Tippett, Fauré, Debussy et Ravel pour piano seul. Il est également l'interprète des Sonates pour violon et piano de Fauré avec Arthur Grumiaux.
De nombreux disques ont été distingués par la critique : 
- Diapason d'or, pour les œuvres pour piano de Ravel et Michael Tippett ;
- Prix Cecilia, pour le Concerto de chambre d'Alban Berg avec le London Sinfonietta, dirigé par David Atherton ;
- Grand Prix du Disque de l'Académie française, pour les sonates pour violon nos 1 et 2 de Fauré, avec Arthur Grumiaux ;
- Deutsche Schallplatten Preis, pour le concerto pour piano de Witold Lutosławski avec le Philharmonique de Los Angeles, dirigé par Esa-Pekka Salonen
- Gramophone Award (1999), dans la catégorie « meilleur enregistrement de musique contemporaine », pour « Quotation of Dream » de Tōru Takemitsu, avec Peter Serkin.

## Source
- (en) Cet article est partiellement ou en totalité issu de l’article de Wikipédia en anglais intitulé « Paul Crossley » (voir la liste des auteurs).